# Fraates IV
Fraates IV, död omkring 2 f.Kr., var en partisk kung, som regerade mellan 37 och 2 f.Kr. Han var gift med Musa av Parthien.
Fraates IV besegrade Marcus Antonius 36 f.Kr. och kuvade Armenien 30 f.Kr., men var samtidigt tvungen att bekämpa en motkung, Tiridates II. Han mördades slutligen av sin dotterson.